# Victor Van den Bussche
Victor Van den Bussche (Ardooie, 30 maart 1824 - Ardooie, 23 september 1887) was een Belgisch bierbrouwer en politicus.

## Levensloop
Hij werd geboren als de zoon van de plaatselijke bierbrouwer Louis Van den Bussche (1798-1853), die rond die tijd Brouwerij De Hoop had overgenomen. Later ging het bedrijf verder onder de naam Brouwerij Van den Bussche. Victor trouwde in 1852 met Maria-Coleta Loncke. Ze waren de ouders van burgemeester en senator Cyrille Van den Bussche.
Hij was in 1853-1854 gemeentesecretaris in opvolging van zijn vader en werd burgemeester van Ardooie in 1854, een functie die hij bleef uitoefenen tot aan zijn dood. Hij werd opgevolgd door zijn zoon Cyrille, zowel in de firma als in het gemeentebestuur.
Hij was tevens lid van de provinciale raad van West-Vlaanderen (van 1854 tot aan zijn dood) en Ridder in de Leopoldsorde.